# Mùa gió chướng
Mùa gió chướng là phim chiến tranh của điện ảnh Việt Nam năm 1978, Hồng Sến đạo diễn, nhà văn Nguyễn Quang Sáng viết kịch bản theo truyện ngắn cùng tên của ông, với các diễn viên: Thùy Liên, Lý Huỳnh, Nguyễn Phúc, Minh Đáng, Thúy An, Lâm Tới. Bộ phim giành được 4 giải tại Liên hoan phim Việt Nam năm 1980 cho phim truyện nhựa, nam diễn viên, nữ diễn viên và quay phim xuất sắc.

## Nội dung
Có hai chiến sĩ quân giải phóng là Châu và Năm Bờ được trên cử về công tác tại một địa phương ở miền Tây Nam bộ. Tại đây Châu gặp và làm quen với cô giao liên tên Bé Ba, giữa họ dần nảy sinh tình cảm.
Năm Bờ cũng được gặp lại người yêu là Sáu Linh, chỉ huy du kích tại địa phương. Tuy nhiên, niềm vui của họ chưa thật sự trọn vẹn vì cả hai chiến sĩ phải vào cuộc chiến đấu chống càn trong kế hoạch dồn dân lập ấp của địch. Phía bên kia chiến tuyến là đại úy Long, Long điên cuồng diệt cộng, tích cực tổ chức các cuộc hành quân càn quét. Trong một trận càn ác liệt, Châu đã hy sinh. Sáu Linh may mắn thoát được đại úy Long, nhờ vào sự che chở và bảo bọc của dân làng, cô cải trang qua mắt kẻ địch mà trà trộn vào tận ấp để chỉ đạo cơ sở hoạt động. Sau đó Năm Bờ bị bắt giữ trong một lần bị bố ráp, Sáu Linh cùng các chiến sĩ và bà con đột nhập được vào nhà bắt sống đại úy Long, buộc hắn phải thả Năm Bờ và tuyên bố đầu hàng cách mạng.
Trong niềm vui giải phóng, người ta thấy đại úy Long cúi mặt xấu hổ trước hạnh phúc đoàn viên của nhân dân.

## Phân vai
- Lý Huỳnh vai Đại úy Long
- Thùy Liên vai Sáu Linh
- Nguyễn Phúc vai Châu
- Minh Đáng vai Năm Bờ
- Lâm Tới vai Tám Quyện
- Thúy An vai Bé Ba
- Bảy Ngọc vai Bà Chín
- Vũ Hoài Sơn vai Nhà báo
- Huỳnh Nga vai Manh
- Kinh Anh vai Mười
- Hữu Hạnh chị Nở
- Bích Châu vai Chị Đoan
- Văn Lâm vai Sướn
- Kim Cúc vai Bà út Manh
- Bảo Linh vai Út Sương
- Quang Khải vai Bổn
- Lệ Hoa vai Thi
- Lâm Huỳnh vai Út Đợ
- Chế Tâm; Dương Văn Hà vai Cố vấn Mỹ

## Hậu trường
Bộ phim được quay tại Đồng Tháp Mười đúng vào mùa gió chướng. Đây là bộ phim điện ảnh tay của cả đạo diễn Hồng Sến, Thúy An, nhà văn Nguyễn Quang Sáng; Sáu Linh cũng là vai diễn chính đầu tiên của nghệ sĩ Thùy Liên.
Năm 1980, Thùy Liên trở thành diễn viên miền Nam đầu tiên giành giải tại một kỳ Liên hoan phim Việt Nam. Bà tham gia đề cử với vai Sáu Linh trong Mùa gió chướng và Bảy Hạnh trong Tình đất Củ Chi.

## Giải thưởng
| Năm  | Sự kiện                                       | Hạng mục                                  | Nhận giải     | Kết quả      | Ghi chú |
| ---- | --------------------------------------------- | ----------------------------------------- | ------------- | ------------ | ------- |
| 1980 | Liên hoan phim Việt Nam lần thứ 5             | Phim truyện nhựa                          | (bộ phim)     | Bông sen Bạc | [ 4 ]   |
| 1980 | Liên hoan phim Việt Nam lần thứ 5             | Nam diễn viên                             | Lâm Tới       | Đoạt giải    | [ 4 ]   |
| 1980 | Liên hoan phim Việt Nam lần thứ 5             | Nữ diễn viên                              | Thùy Liên     | Đoạt giải    | [ 4 ]   |
| 1980 | Liên hoan phim Việt Nam lần thứ 5             | Quay phim                                 | Đường Tuấn Ba | Đoạt giải    | [ 4 ]   |
|      | Giải thưởng Hội điện ảnh Việt Nam             | Nam diễn viên                             | Lý Huỳnh      | bằng khen    | [ 4 ]   |
| 1979 | Liên Hoan Phim Ả Rập và Châu Á (tại Damascus) | bằng khen của Tổ chức Giải Phóng Palestin | (bộ phim)     | Đoạt giải    | [ 4 ]   |